# Соломаховка
Соломаховка (укр. Соломахівка) — село,
Абазовский сельский совет,
Полтавский район,
Полтавская область,
Украина.
Код КОАТУУ — 5324080107. Население по переписи 2001 года составляло 42 человека.

## Географическое положение
Село Соломаховка находится на правом берегу реки Полузерье,
выше по течению на расстоянии в 2 км расположено село Биологическое,
ниже по течению на расстоянии в 1 км расположено село Абазовка,
на противоположном берегу — село Лаврики.